# Кейп-Бретон (графство)
Кейп-Бретон — графство в канадской провинции Новая Шотландия. Графство является переписным районом, но не является административной единицей провинции. На территории графства расположен районный муниципалитет Кейп-Бретон и две индейские резервации.

## География
Графство Кейп-Бретон расположено в восточной части одноимённого острова. На западе оно граничит с графством Виктория, а на юге — с графством Ричмонд. На юго-западе расположено озеро Бра-д'Ор, с севера и востока территория графства омывается водами Атлантического океана.
По территории графства проходит автодороги провинциального значения хайвеи 105, 125, 162 а также ряд дорог, управляемых графством, основными из которых являются магистрали 4, 20 и 22 и коллекторы 216, 223, 239, 255, 305 и 327.

## История
17 октября 1763 года, как один из результатов семилетней войны, остров Кейп-Бретон стал частью Новой Шотландии и графства Галифакс. Отдельное графство, которое занимало весь остров, было создано 10 декабря 1765 года. Графство, как и остров, было названы или в честь Бретона Английского, или в честь Бретона Британского. Это одно из самых старых географических имён европейского происхождения в Северной Америке.
В 1784—1820 годах остров был отдельной британской колонией со своим лейтенант-губернатором, но без законодательного собрания. После возвращения острова Новой Шотландии, в 1824 году остров был разделён на три округа (Северо-восточный округ, Северо-западный округ и Южный округ), которые находились в составе графства. В 1835 году эти округа стали графствами Кейп-Бретон, Juste au Corps (позднее ставший Инвернесс) и Ричмонд, соответственно.
В 1851—1852 годах из графства Кейп-Бретон было выделено графство Виктория и сформированы новые границы, которые были уточнены в 1894 году.

## Население
Для нужд статистической службы Канады графство разделено на один город, одну индейскую резервацию и три неорганизованные области.
| Название     | Оригинальное название | Статус               | Площадь  | Население |
| ------------ | --------------------- | -------------------- | -------- | --------- |
| Кейп-Бретон  | Cape Breton           | Район                | 2 433,33 | 102 250   |
| Эскасони 3   | Eskasoni 3            | Индейская резервация | 36,14    | 2 952     |
| Мемберту 28B | Membertou 28B         | Индейская резервация | 1,11     | 726       |

## Достопримечательности
На территории графства расположен форт Луисбург, который является национальным историческим местом. Форт Луисбург был построен в 1744 году и являлся одним из крупнейших французских портов в Северной Америке. В 1758 году форт подвергся семи-недельной осаде и был взят английскими военными. После чего его укрепления были разрушены.